# 小行星2070
小行星2070（2070 Humason）是一颗围绕太阳公转的小行星。1964年10月14日，印第安纳大学在摩根县发现了此天体。
該小行星以美國天文學家米爾頓·赫馬森命名。
这颗小行星的绝对星等为350.0264483677605等。